# (73369) 2002 KE11
(73369) 2002 KE11 – planetoida z pasa głównego asteroid okrążająca Słońce w ciągu 4,44 lat w średniej odległości 2,7 j.a. Odkryta 17 maja 2002 roku.